# Zoogin
| Årets häst         |               |               |
| 1995               | 1996          | 1997          |
| Ina Scot           | Zoogin        | Kramer Boy    |
| Kjell P. Dahlström | Åke Svanstedt | Johnny Takter |

Zoogin, född 3 juni 1990, död 10 juni 2020, är en av de mest framgångsrika svenska travhästarna genom tiderna, och sprang sammanlagt in 25,3 miljoner svenska kronor under 1990-talet. Han vann flera stora lopp, men fick nöja sig med två andraplatser i Elitloppet. På grund av sin kompakta och kraftfulla stil kallades han för köttbullen.

## Karriär

### Tiden som unghäst
Åke Svanstedt hade 1992 en unghästfilial på Hagmyren, och körde kontinuerligt jobb med unghästar där. Ibland var Zoogin med på banan samtidigt, och Svanstedt tyckte att han verkade väldigt intressant. Håkan Andersson köpte Zoogin som tvååring av uppfödarna Lennart och Lars Göran Olsson.
Zoogin tränades på Bergsåker av Åke Svanstedt, och hans fantastiska framgångar kom att innebära att fler och fler fick upp ögonen för Svanstedt, som snart kom att tillhöra den absoluta toppen bland travtränare i Sverige.
Zoogin började tävla som tvååring, och gjorde två starter under sin debutsäsong, vilket slutade med noll kronor insprunget. När Zoogin sedan var tre år hade han mognat, och under treåringssäsongen skrällvann han Svenskt Travkriterium till ca 20 gånger pengarna. Året därpå var han tvåa i Svenskt Travderby, och segrade Fyraåringsstjärnan.

### Steget in i världseliten
Som femåring deltog han i Elitloppet, där han var tvåa i finalen bakom Copiad. En månad efter Elitloppet startade de båda hästarna i Jämtlands Stora Pris, och denna gången segrade Zoogin. Helt plötsligt räknades Zoogin som en världsstjärna, och kom att vinna loppet tre år i rad (1995, 1996, 1997). Innan 1995 var slut hann Zoogin med att segra i Åby Stora Pris och Jubileumspokalen. Samma vinter siktades han mot Prix d’Amérique, vilket dock blev ett antiklimax, eftersom Zoogin bara ett par dagar före loppet fick en spricka i kotsesambenet och fick strykas från loppet.
1996 segrade han i loppen Elite-Rennen, Hugo Åbergs Memorial och Jubileumspokalen, och vann World Cup Trot det året som obesegrad. Under 1997 segrade han i bland annat Oslo Grand Prix och Finlandialoppet.
Den 3 juli 1999 gjorde Zoogin sin sista start i en Gulddivisionsfinal på Gävletravet, där han slutade fyra.

### Avel
Zoogin var under 2007 i avelstjänst i Italien. Några av hans avkommor som han fick med Zpeeda Nibs är Zanda, Zono, Zooniba och Zoola. Från 2013 var han verksam i Ryssland. Den 10 juni 2020 fick Zoogin akuta magproblem och var tvungen att avlivas.

## Stamtavla
| Efter Zoot Suit 1973 | Nevele Pride 1965 | Star's Pride 1947    | Worthy Boy       |
| Efter Zoot Suit 1973 | Nevele Pride 1965 | Star's Pride 1947    | Stardrift        |
| Efter Zoot Suit 1973 | Nevele Pride 1965 | Thankful 1952        | Hoot Mon         |
| Efter Zoot Suit 1973 | Nevele Pride 1965 | Thankful 1952        | Magnolia Hanover |
| Efter Zoot Suit 1973 | Glad Rags 1960    | Greentree Adios 1953 | Adios            |
| Efter Zoot Suit 1973 | Glad Rags 1960    | Greentree Adios 1953 | Martha Lee       |
| Efter Zoot Suit 1973 | Glad Rags 1960    | Jewel Rosecroft 1948 | Symbol Gantle    |
| Efter Zoot Suit 1973 | Glad Rags 1960    | Jewel Rosecroft 1948 | Miss Pearl       |
| Undan Ginjette 1982  | Lornjett 1965     | Scotch Nibs 1951     | Nibble Hanover   |
| Undan Ginjette 1982  | Lornjett 1965     | Scotch Nibs 1951     | Hattie G.        |
| Undan Ginjette 1982  | Lornjett 1965     | Caressa 1956         | Whitney Hanover  |
| Undan Ginjette 1982  | Lornjett 1965     | Caressa 1956         | Lime Will        |
| Undan Ginjette 1982  | Ginnie Lite 1973  | Black Lite 1955      | Darnley          |
| Undan Ginjette 1982  | Ginnie Lite 1973  | Black Lite 1955      | June Mite        |
| Undan Ginjette 1982  | Ginnie Lite 1973  | Ginnie 1964          | John Scovere     |
| Undan Ginjette 1982  | Ginnie Lite 1973  | Ginnie 1964          | Sister Scotland  |